# De ruina et reparatione Ecclesiæ
 (décembre 2013).
Si vous disposez d'ouvrages ou d'articles de référence ou si vous connaissez des sites web de qualité traitant du thème abordé ici, merci de compléter l'article en donnant les références utiles à sa vérifiabilité et en les liant à la section « Notes et références ».
Le De ruina et reparatione Ecclesiæ est un pamphlet ecclésiastique en latin composé vers 1400/01, à l'époque du grand schisme d'Occident, par Nicolas de Clamanges. Il a longtemps été connu sous un autre titre, tardif et inexact : De corrupto Ecclesiæ statu.

## Date et circonstances
Ce texte est conservé par dix manuscrits et a fait l'objet d'une édition imprimée dès 1483. L'étude des manuscrits permet d'établir qu'il en a existé deux versions quelque peu différentes, et que celle qui a été répandue par les éditions imprimées du XVe  au XVIIe siècle est la seconde. Le texte primitif, dont certains passages furent ensuite supprimés, a été rédigé au temps où le pape Benoît XIII était assiégé dans le palais pontifical d'Avignon (septembre 1398 - 11 mars 1403) ; Nicolas de Clamanges, secrétaire de ce pape du 16 novembre 1397 à juillet 1398, se trouvait alors à Langres, où il avait été nommé trésorier du chapitre cathédral. Une phrase permet même de préciser les choses, qui dit que le grand schisme d'Occident a déjà duré « per tres ferme et viginti annos », ce qui donne la fin de 1400 ou le début de 1401. Le texte semble avoir été écrit à la demande de Pierre d'Ailly, alors évêque de Cambrai, dont Nicolas de Clamanges était proche, et qui était aussi un partisan de Benoît XIII. En dehors des papes Clément VII et Benoît XIII, Pierre d'Ailly est la seule personne qui soit nommée dans le texte.
La seconde version a été établie plusieurs années après, alors que la situation était changée. Il est possible qu'elle l'est été par Pierre d'Ailly ou Jean de Gerson (autre proche de Nicolas de Clamanges) au moment du concile de Constance (ouvert en novembre 1414) : désireux d'utiliser le texte, ils l'auraient actualisé. Il faut signaler d'autre part qu'en 1409 Pierre d'Ailly rompit avec Benoît XIII pour participer au concile de Pise et se rallier aux papes italiens Alexandre V, puis Jean XXIII (qui le nomma cardinal en 1411), attitude que désapprouva totalement Nicolas de Clamanges.

## Contenu
Dans une lettre à Pierre d'Ailly (Ep. XXIX, éd. Lydius), l'auteur définit son propos : il ne peut rien faire d'autre que de décrire l'état funeste de l'Église, la décadence profonde de la société ecclésiastique ; il ne propose aucun remède à cette situation, car Dieu seul, en infligeant des épreuves de plus en plus cruelles à l'Église, obligera finalement les chrétiens à ouvrir les yeux. C'est donc une conception mystique qui est exposée, celle d'une Église pécheresse justement frappée par des calamités, et le mot reparatio n'est pas synonyme ici de reformatio, car des schémas de « réforme » de l'Église seraient totalement vains si la grâce divine n'a pas tout d'abord changé les âmes.
L'auteur part d'une citation de la Première épître de saint Pierre (4:17) : « Tempus est ut incipiat judicium de domo Dei », qui, vu la situation de l'Église, l'a épouvanté. La source de tous les maux est la convoitise des biens terrestres, « terrena cupiditas » : quel contraste entre la simplicité du clergé primitif et la richesse du clergé contemporain ! Le luxe et le faste se sont développés comme une peste, à commencer par la tête dont dépend tout le reste, à savoir les papes. Ce ne sont pas les souverains pontifes comme individus qui sont attaqués, mais l'institution de la curie pontificale avec son excessif accaparement de l'autorité, ses exigences financières démesurées, et tous les abus qui en résultent : les quémandeurs, la chicane, la distribution des prébendes, les clercs intéressés, les collecteurs des revenus pontificaux, véritable plaie des Églises locales. L'auteur en veut par-dessus tout aux cardinaux, à l'origine simples clercs romains, et se considérant maintenant comme les égaux des rois, faisant preuve d'une avidité insatiable, pour ne pas parler de leurs mœurs généralement dépravées. Les évêques partagent les mêmes vices : ils méprisent leur tâche de pasteurs et prédicateurs, qu'ils abandonnent aux ordres mendiants ; leur justice est vénale et inique ; ils vendent les dispenses et les absolutions. Les prêtres ordonnés par eux forment une multitude indigne, ignorante, fréquentant les cabarets et les maisons de jeu. Les moines et les ordres mendiants ne sont pas non plus épargnés par cette critique acerbe.
Cette déchéance généralisée a attiré la colère de Dieu, et la catastrophe est prochaine. Après le schisme oriental, le schisme occidental : la papauté a dû quitter Rome et errer par le monde ; réfugiée à Avignon, la curie y a donné libre cours à sa corruption, dont elle a infecté les Gaules. L'auteur évoque le souvenir du pape Clément VII, de ses humiliations, de sa faiblesse pour tous les quémandeurs, de ses exactions, de son goût pour les beaux jeunes gens.
La conclusion est que, pour rentrer en grâce, l'Église ne doit pas se redresser, mais s'humilier : « prius desolanda, postea consolanda ; prius pænitenda, postea sananda ». C'est Dieu lui-même qui rétablira l'union et restaurera l'Église.
Dans la version remaniée quelques années plus tard, on relève l'atténuation d'expressions à l'origine très virulentes, et aussi la suppression de passages entiers liés au contexte de la rédaction primitive. Le plus long passage supprimé est une déploration des infortunes de Benoît XIII et de sa captivité dans le palais d'Avignon.

## Débat sur l'authenticité
Dans sa thèse intitulée Nicolas de Clémanges, sa vie et ses écrits (Strasbourg et Paris, 1846), Adolphe Müntz a soutenu que le texte ne pouvait pas être de Nicolas de Clamanges. Ses arguments ont été réfutés par Gustav Schuberth (Nicolaus von Clemanges als Verfasser der Schrift De corrupto Ecclesiæ statu, Grossenhaim et Leipzig, 1888), sur la base de comparaisons abondantes de style, et ensuite par Alfred Coville dans son édition de 1936, sur la base de l'examen des manuscrits, qui selon lui « apportent des preuves décisives d'authenticité ».

## Histoire du texte
Ce texte (dans sa seconde version) fut imprimé pour la première fois en 1483 à Cologne par Johannes Koelhoff l'Ancien, dans une édition en trois volumes in-folio des œuvres de Jean de Gerson, où il est intitulé Tractatus de vitiis ministrorum et Ecclesiæ et curieusement attribué à Nicolas de Clamanges au début et à Jean de Gerson à la fin. Il figure en 1494 dans le catalogue de Jean Trithème, le Liber de scriptoribus ecclesiasticis, sous le titre inexact De corrupto Ecclesiæ statu (avec Nicolas de Clamanges qualifié d'archidiacre de Bayeux, alors qu'il n'y était que grand chantre) ; ces deux indications fausses se retrouvent constamment ensuite. 
Il y a ensuite deux autres éditions en 1519 et 1520, sans date ni indication de lieu (sans doute Sélestat, ou peut-être Mayence ou Bâle) : l'auteur en est un certain « Eubulus Cordatus » (pseudonyme latin) qui n'est pas clairement identifié (on a avancé le nom d'Ulrich von Hutten, et celui de Conrad Cordatus).
Le texte figure dans le premier Index librorum prohibitorum publié à Venise en 1549 par Giovanni Della Casa. Dans les Index publiés à Milan en 1554 et par le pape Paul IV en 1559, il n'est pas mentionné en particulier, car c'est toute l'œuvre de Nicolas de Clamanges qui est frappée d'interdit. Mais ces condamnations n'avaient pas d'effet en dehors de l'Italie.
Il y eut une nouvelle édition du texte à Paris en 1562, chez le libraire Jean Corrozet. Deux ans plus tard, en 1564, il parut à Genève dans une traduction française de Jean Crespin (Escrit de Nicolas Clemangis touchant l'état corrompu de l'Église), inséré dans la vaste compilation appelée Livre des martyrs, puis tiré à part à Orléans comme brochure de propagande. Le Livre des martyrs, dont il a existé plusieurs versions à partir de 1554, se présentait comme un recueil de documents sur le combat pour la réforme de l'Église depuis Jean Wyclif et Jean Hus ; l'édition de 1564 était considérablement augmentée par rapport aux précédentes (1 084 pages in-folio, sans compter les pièces liminaires et les tables). Dans la brochure, le texte est intitulé Escrit de Nicolas Clemangis docteur de Paris et archediacre de Bayeux touchant l'état corrompu de l'Église par lequel on pourra voir la source et confusion de l'Église romaine. La traduction de Jean Crespin n'est pas vraiment littérale, et renchérit, parfois avec des mots familiers ou vulgaires, sur la vivacité du texte latin. C'est surtout cette version qui a fait entrer le texte dans la polémique entre catholiques et protestants : elle est ensuite reprise par extraits dans plusieurs publications protestantes.
Le texte latin est réédité dans le Speculum Ecclesiæ pontificiæ d'Edward Bulkley (Londres, 1606, avec des opuscules de Pierre d'Ailly et de Jean de Gerson), puis dans l'édition des œuvres de Nicolas de Clamanges réalisée à Leyde en 1613 par le pasteur protestant allemand Johannes Martin Lydius, et encore à Helmstedt en 1620 par le théologien Johann von Fuchte. À cette époque, le texte fit l'objet de débat, notamment, entre le protestant Philippe Duplessis-Mornay (Le Mystère d'iniquité, c'est-à-dire l'histoire de la papauté, par quels progrès elle est montée à ce comble et quelles oppositions les gens de bien lui ont faites de temps en temps, Saumur, 1611, où il invoque « nostre Clemangis ») et le dominicain Nicolas Coeffeteau (Response au livre intitulé Le Mystère d'iniquité du sieur Du Plessis, Paris, 1614, où il condamne les excès de langage du texte contre tous les ordres de l'Église catholique, tout en reconnaissant qu'il ne touche ni à la doctrine, ni à la foi). D'autres polémistes catholiques comme Jacques Severt (L'antimartyrologe, ou Vérité manifestée contre les histoires des supposés martyrs de la religion prétendue réformée, Lyon, 1622, où il parle de « nostre maistre Nicolas Clemangis »), accusent les protestants d'avoir annexé indûment le texte, qu'il compare au De consideratione de saint Bernard.
Dans son Histoire du collège de Navarre (Paris, 1677), le théologien Jean de Launoy signale le De corrupto Ecclesiæ statu comme un ouvrage que recommandent de bons catholiques.

## Édition
- (la) Nicolas de Clamanges et Alfred Coville (éditeur scientifique), De ruina et reparacione Ecclesie : Le Traité de la ruine de l'Église de Nicolas de Clamanges et la traduction française de 1564, Paris, E. Droz, 1936, 203 p., in-8 (BNF 31948476)

Comme il est indiqué dans son introduction, cette édition donne le texte latin dans sa version primitive, d'après le ms. latin n° 3128 de la BnF, contrôlé et amendé par le ms. latin n° 3625 de la même bibliothèque, puis la traduction française de Jean Crespin.